# Адміністративний устрій Оріхівського району
Адміністративний устрій Оріхівського району — адміністративно-територіальний устрій Оріхівського району Запорізької області на 1 міську територіальну громаду, 1 селищну територіальну громаду та 3 сільські територіальні громади, які об'єднують 60 населених пунктів та підпорядковані Оріхівській районній раді. Адміністративний центр — місто Оріхів.

## Список громад Оріхівського району
| № | Назва                             | Центр            | Населені пункти | Площа км² | Місце за площею | Населення (2015), осіб | Місце за населенням |
| - | --------------------------------- | ---------------- | --- | --------- | --------------- | ---------------------- | ------------------- |
| 1 | Комишуваська селищна громада      | смт Комишуваха   | смт Комишуваха с. Блакитне с. Веселе с. Вільне с. Григорівське с. Дружне с. Дудникове с. Жовта Круча с. Жовтеньке с. Запасне с-ще Зарічне с-ще Калинівка с-ще Кирпотине с. Кущове с. Магдалинівка с. Новобойківське с. Новоіванівка с. Новомихайлівка с. Новорозівка с-ще Новотавричеське с. Новотроїцьке с. Новояковлівка с. Одарівка с. Оленівка с. Славне с. Тарасівка с. Трудолюбівка с. Трудооленівка с. Щасливе с. Ясна Поляна |           |                 |                        |                     |
| 2 | Малотокмачанська сільська громада | с. Мала Токмачка | с. Білогір'я с. Лугівське с. Мала Токмачка с. Новопокровка |           |                 |                        |                     |
| 3 | Оріхівська міська громада         | м. Оріхів        | м. Оріхів с. Копані с. Мирне с. Нестерянка с. Новоандріївка с. Новоданилівка с. Новопавлівка с. Щербаки |           |                 |                        |                     |
| 4 | Преображенська сільська громада   | с. Преображенка  | с. Преображенка с. Василівське с. Васинівка с. Вільнянка с. Єгорівка с. Микільське с. Новоселівка с. Новосолошине с. Обще с. Омельник с. Свобода с. Тимошівка с. Червона Криниця с. Червоний Яр с. Широке | 367,1     |                 | 5786                   |                     |
| 5 | Таврійська сільська громада       | с. Таврійське    | с. Таврійське с. Любимівка с. Юрківка |           |                 |                        |                     |

* Примітки: м. — місто, смт — селище міського типу, с. — село, с-ще — селище